# Фальберг
Фальберг (нем. Vahlberg) — община в Германии, в земле Нижняя Саксония.
Входит в состав района Вольфенбюттель. Подчиняется управлению Шёппенштедт. Население составляет 774 человека (на 31 декабря 2010 года). Занимает площадь 18,01 км².
Коммуна подразделяется на 3 сельских округа.
| Год  | Население |
| ---- | --------- |
| 1990 | 915       |
| 1995 | 934       |
| 2000 | 907       |
| 2005 | 836       |
| 2010 | 788       |